# 加德满都王宫广场
加德满都王宫广场（英語：Kathmandu Durbar Square），位于尼泊尔首都加德满都，是加德满都谷地的三处王宫广场之一。

## 简介
加德满都王宫广场位于加德满都的旧王宫哈奴曼·多卡前面。周围是尼瓦尔人艺术家和工匠在几个世纪里建设的壮观的建筑，例如卡斯塔曼达珀。旧王宫起初位于达塔拉亚（Dattaraya square），后来才迁移到加德满都王宫广场。1979年，加德满都王宫广场作为加德满都谷地的一部分，被联合国教科文组织列为世界遗产。

加德满都王宫广场
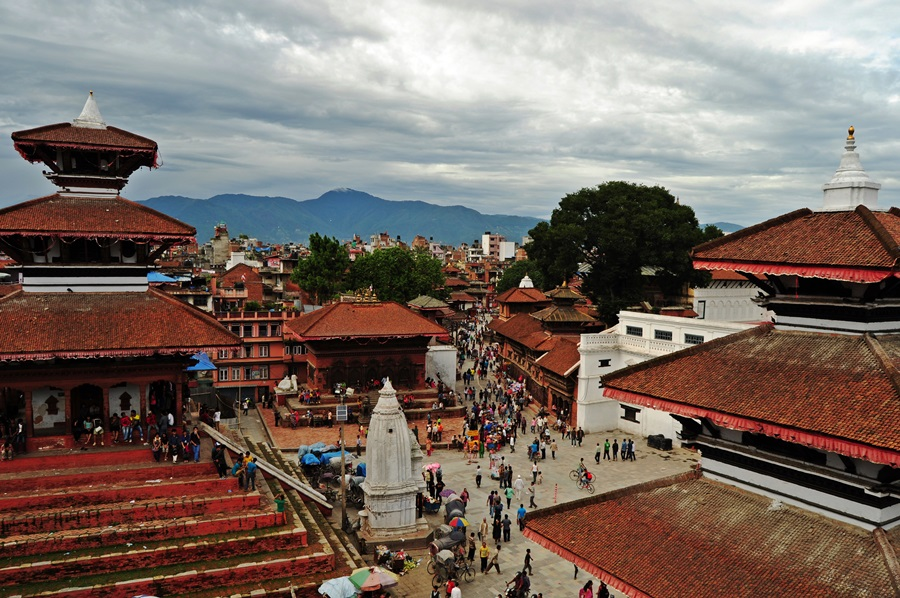
加德满都王宫广场地震前后对照
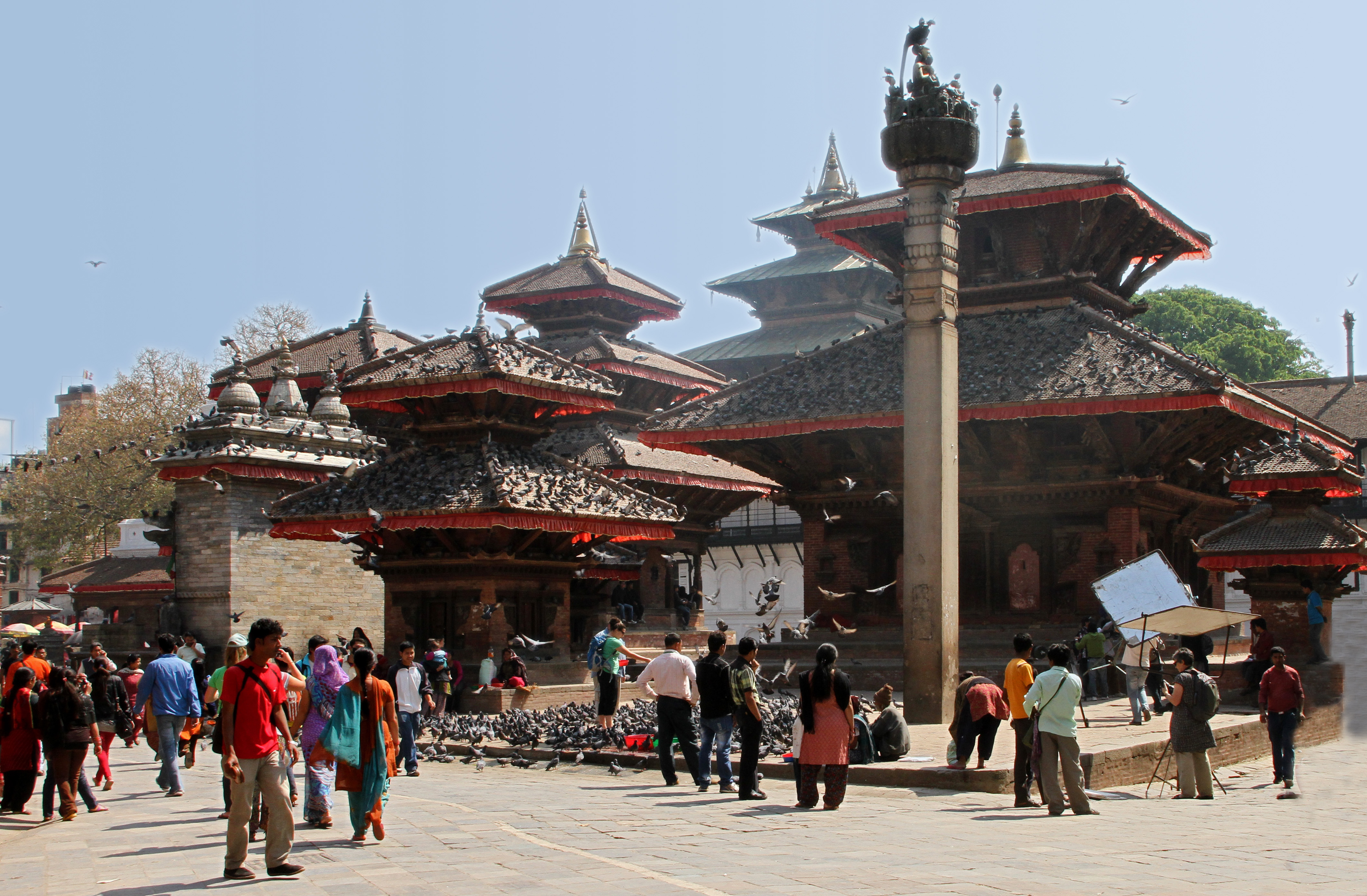
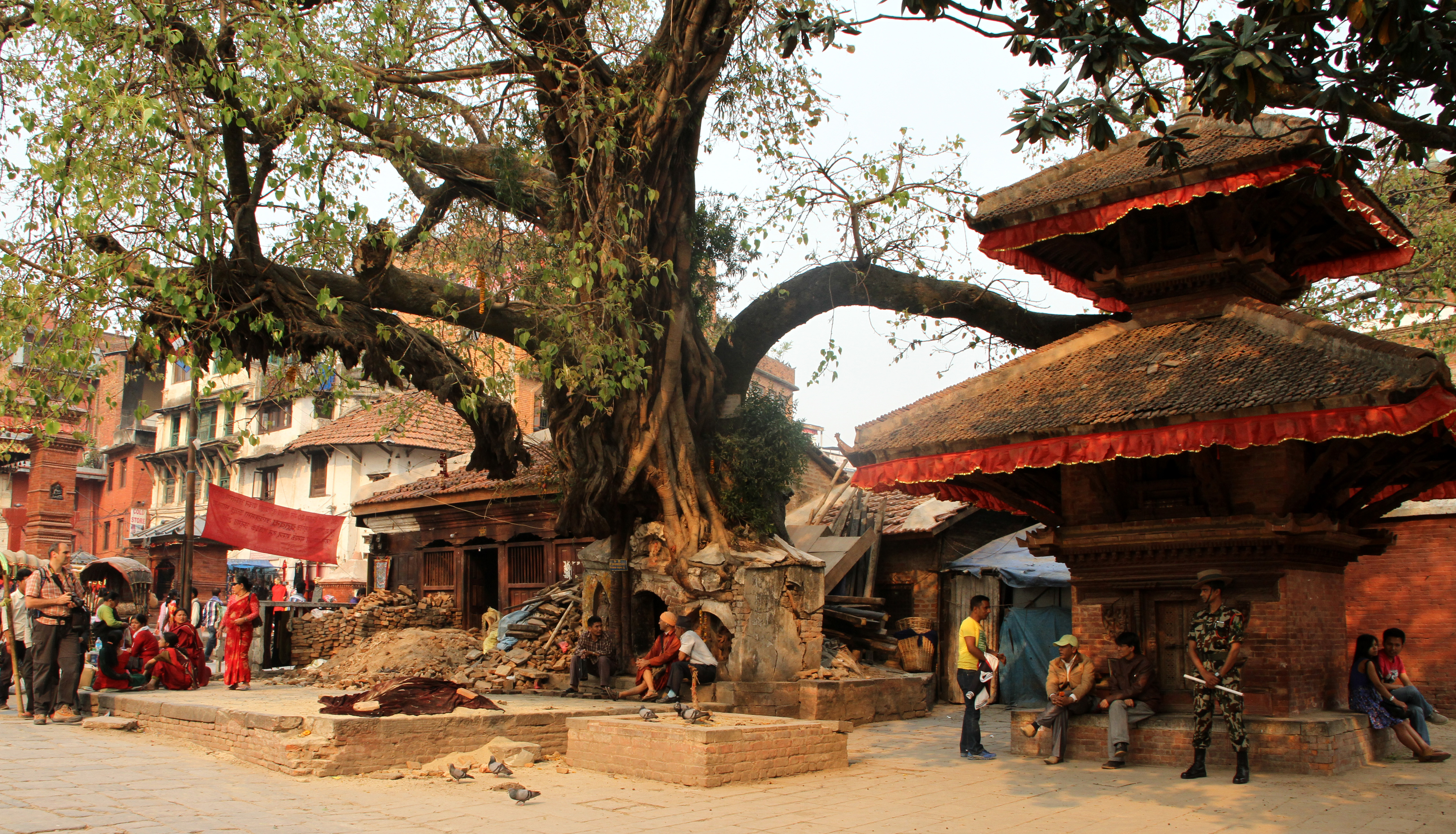
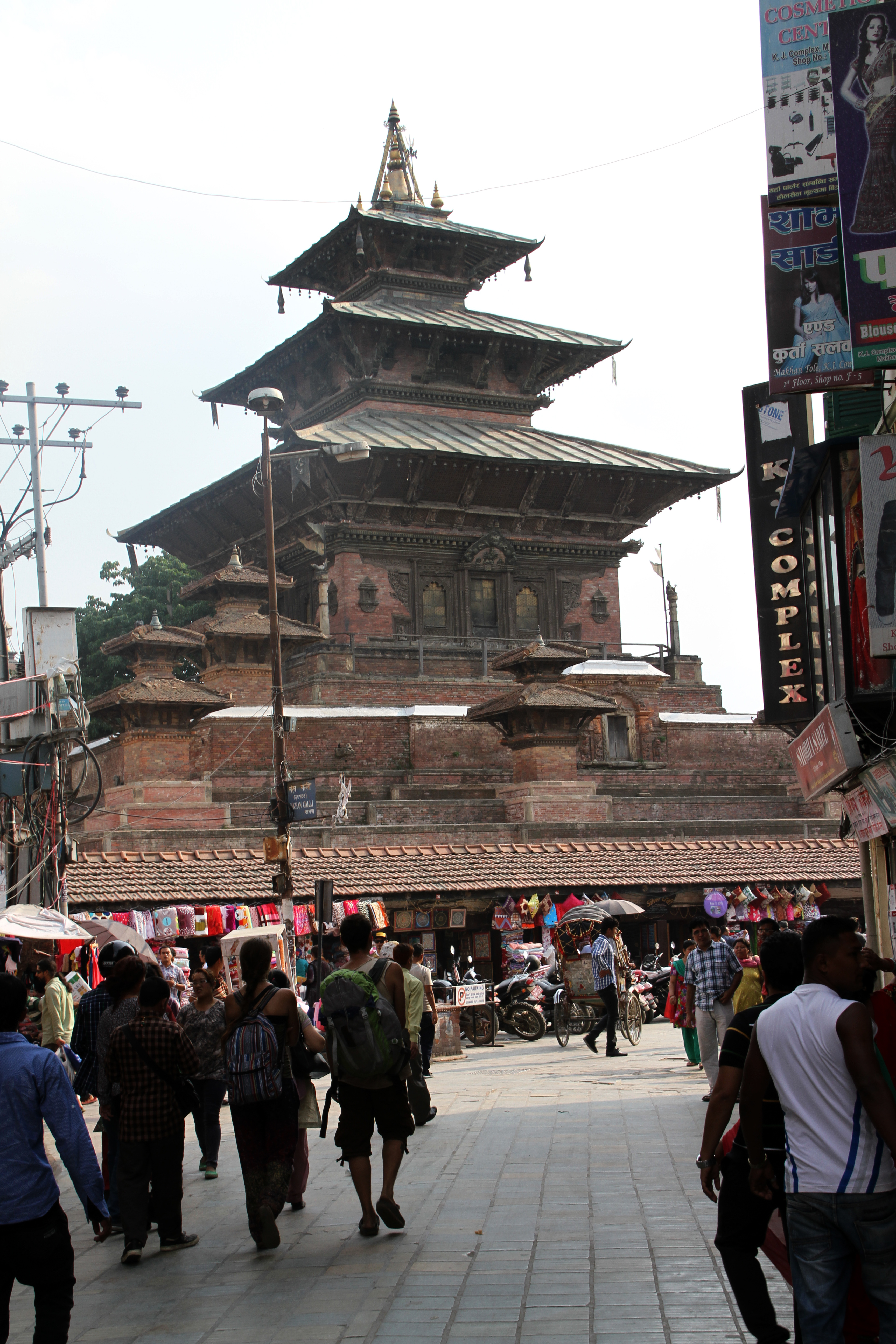
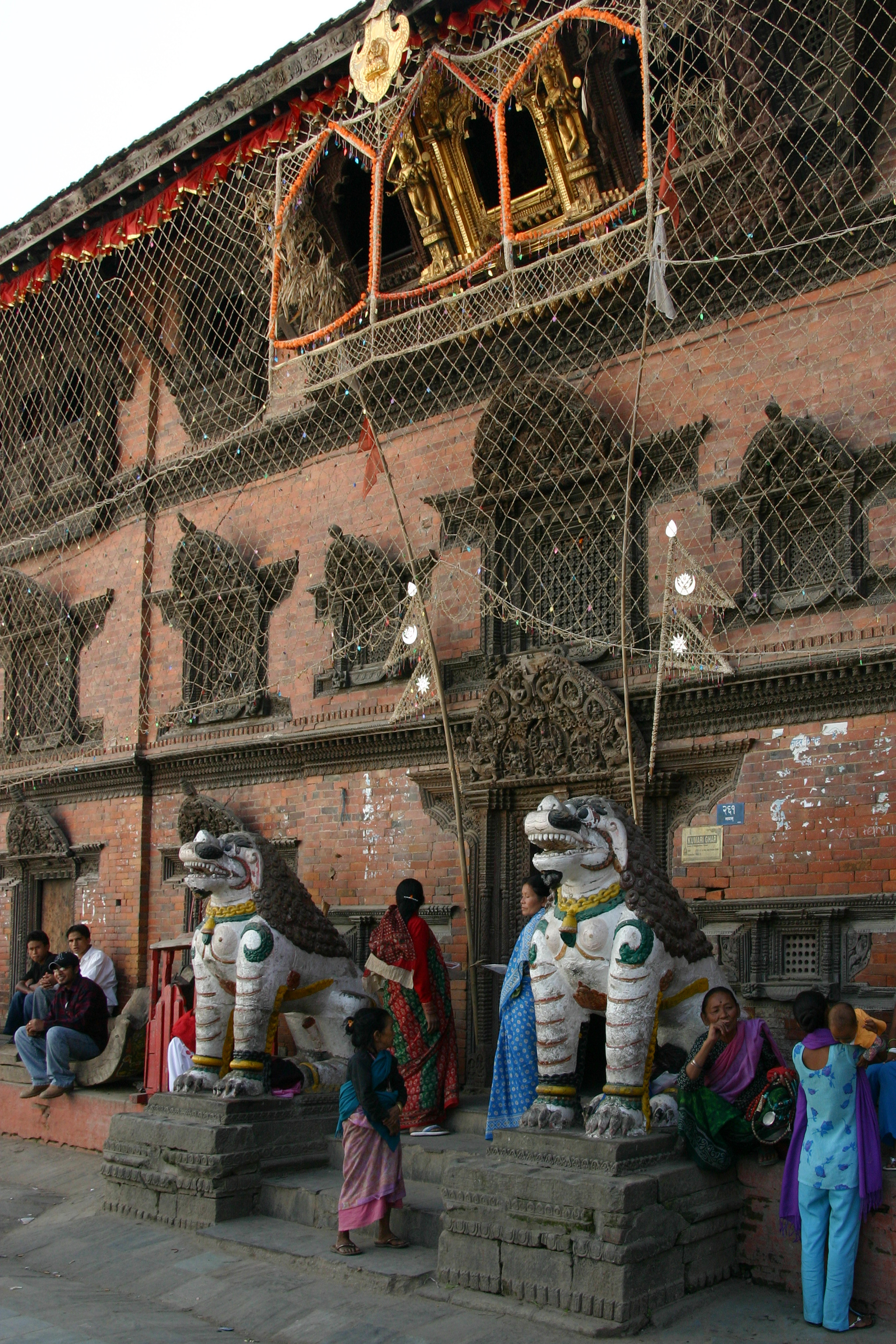
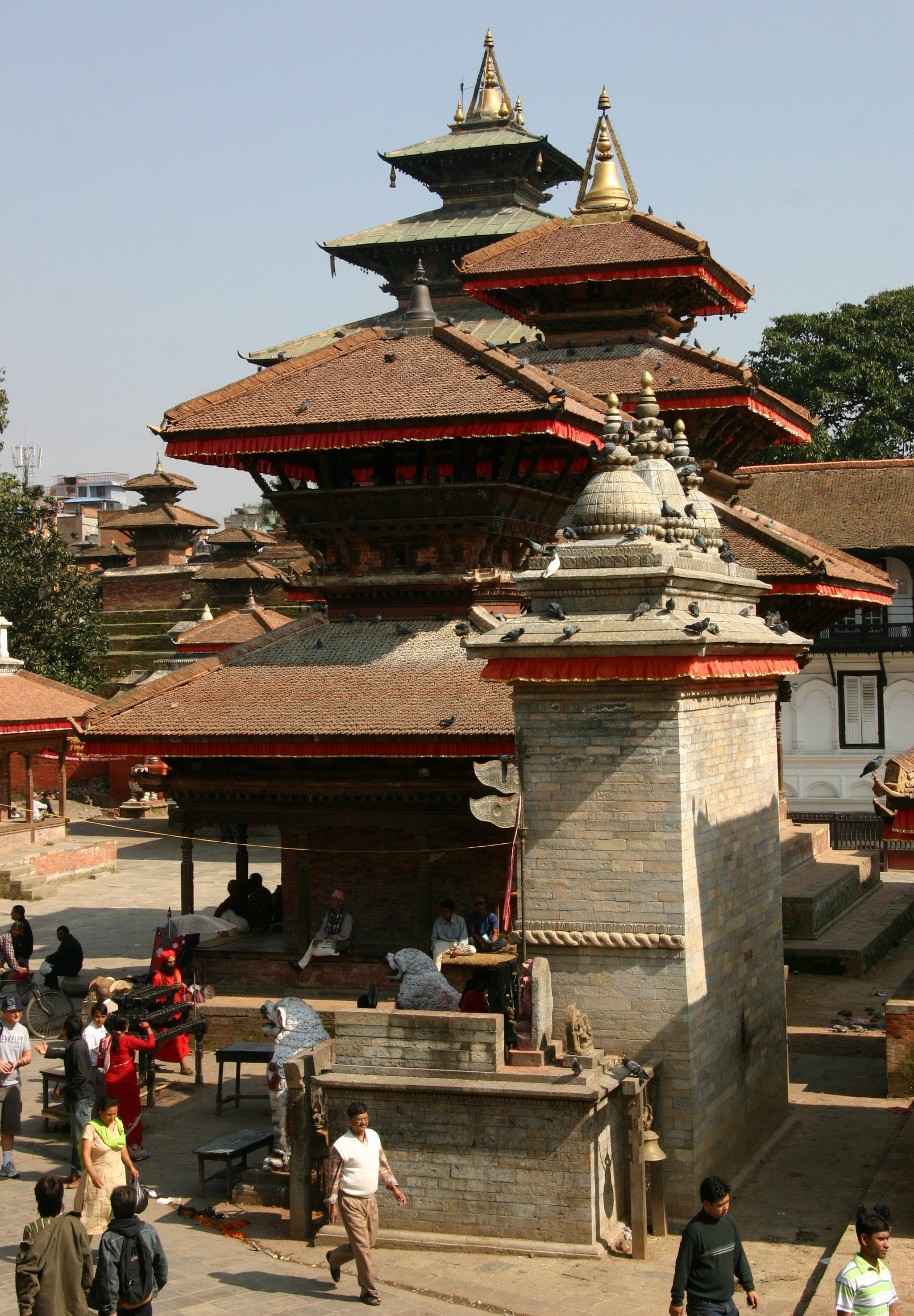
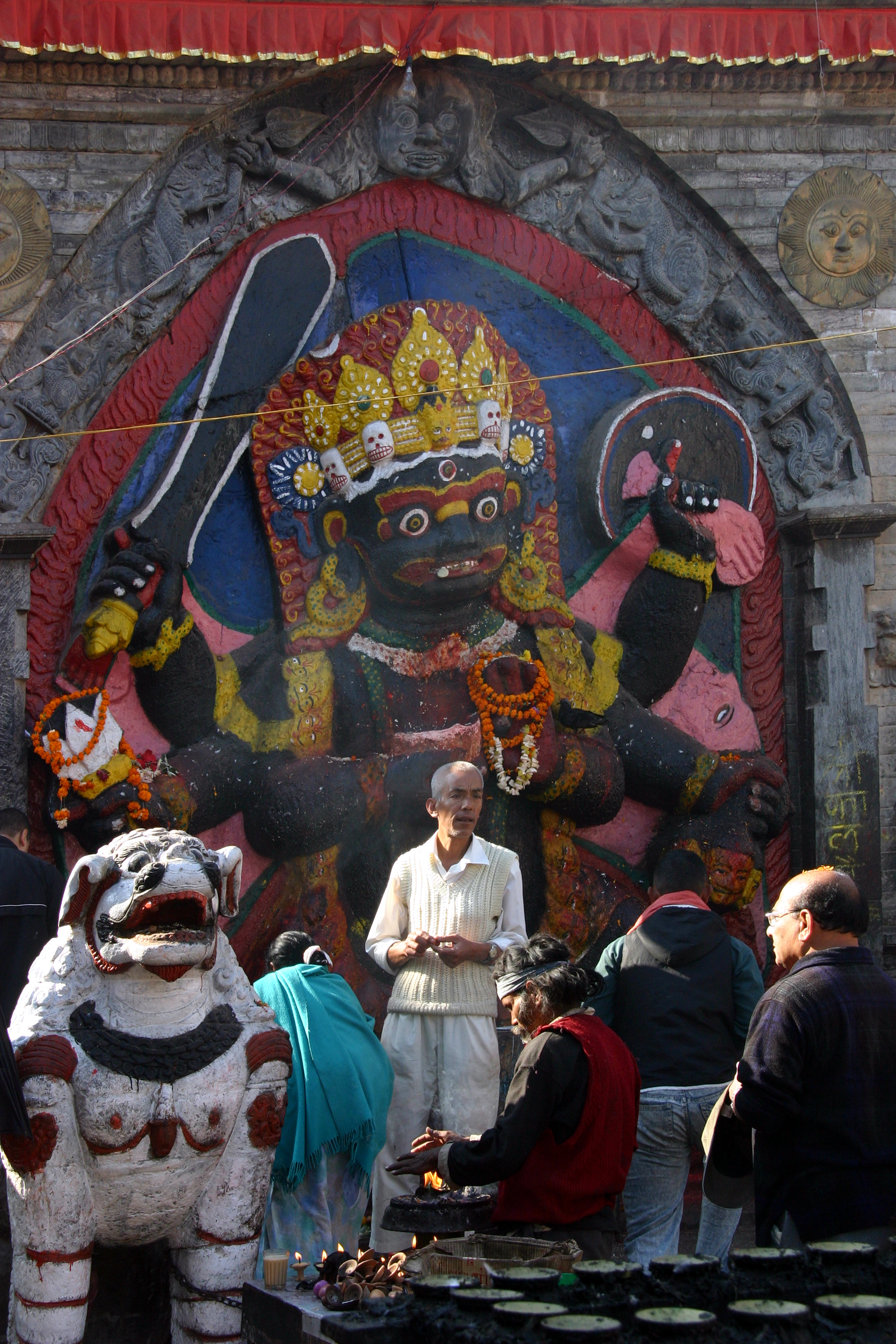
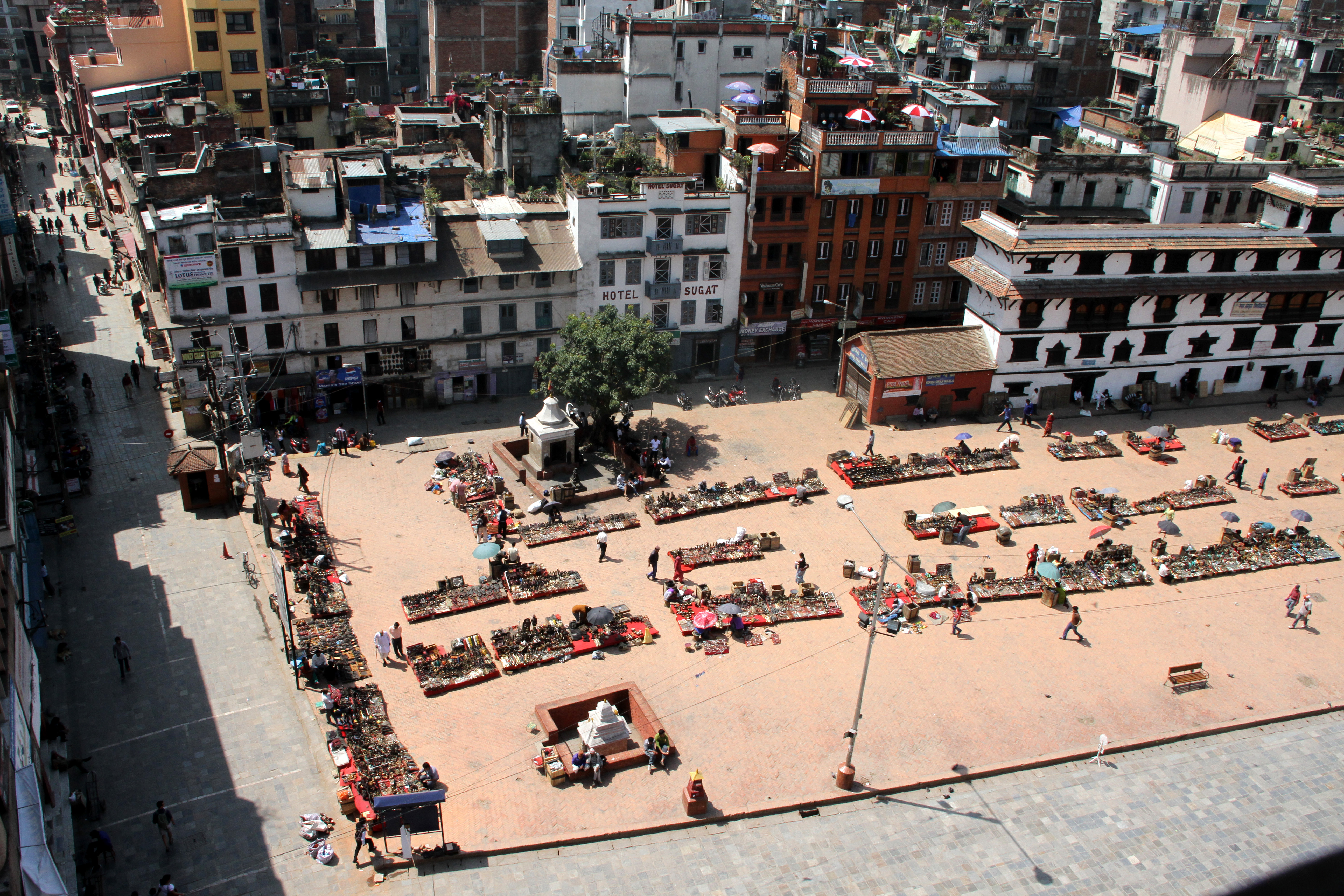

2015年4月25日，加德满都发生强烈地震，加德满都王宫广场受损严重，广场上的古迹神庙出现不同程度损毁。